# Biq‘at Sayyarim
Biq‘at Sayyarim (hebreiska: בקעת סירים, Bik‘at Sayyarim) är en dal i Israel.   Den ligger i distriktet Södra distriktet, i den södra delen av landet.